# James Tate
James Vincent Tate (Kansas City, Misuri, 8 de diciembre de 1943-Springfield, Massachusetts, 8 de julio de 2015) fue un poeta estadounidense muy conocido por el empleo del surrealismo y un humor subversivo, y por la profundidad de su poesía.
Fue ganador, entre otros, del Premio Pulitzer de Poesía  y del Premio Nacional del Libro de Poesía. Enseñó poesía durante años en la Universidad de Massachusetts Amherst.

## Biografía
Fue fruto del matrimonio entre Samuel Vincent Appleby y Betty Jean Whitsitt. Su padre era piloto de la Fuerza Aérea de los Estados Unidos, y fue derribado sobre Alemania (su cuerpo jamás fue recuperado) durante una misión en 1944, cuando el joven James apenas tenía unos meses. Este hecho influyó decisivamente tanto en la vida como en la escritura de Tate, y la búsqueda de como era realmente ese hombre, de quien afirmó: 
```
 « (...) el hombre del que tanto hablábamos cuando yo era niño, con mi madre y con su familia, con la que vivimos hasta que tuve siete años; realmente no pensé que estuviera muerto».
```

 Más tarde, James adoptaría el apellido de su padrastro.
Estudió en la Universidad de Missouri en Kansas City en 1963-64, obtuvo su licenciatura en Kansas State College en Pittsburg en 1965 (en la actualidad Pittsburgh State University), y el Máster en Bellas Artes en la Universidad de Iowa, en el Iowa Writers' Workshop, en 1967. 
Su carrera empezó como profesor visitante en la Universidad de Iowa en 1965-67 y en la Universidad de California en Berkeley en 1967-68; siguió como profesor asistente en la Universidad de Columbia entre 1969 y 1971 y en el Emerson College de Boston en 1970-71. A partir de 1971 se incorporó al Departamento de Inglés de la Universidad de Massachusetts Amherst. También ejerció como editor en publicaciones y editoriales.
Estaba casado con Dara Wier, también poeta. Tate murió el 8 de julio de 2015 a la edad de 71 años, tras una larga enfermedad.

## Carrera literaria y crítica
Su primera colección de poemas The Last Pilot fue escogido ganador de las Yale Series of Younger Poets en 1966, cuando todavía era estudiante del Iowa Writers' Workshop  y publicado un año más tarde. El título del libro es el de un poema dedicado a su padre. Sobre The Last Pilot Claudia Keelan afirma: «El poeta no puede resumir la vida de su padre con un epitafio apropiado y por eso se ve obligado a seguir al piloto perdido a través de los cielos de su imaginación, rogándole que regrese, jurando que "however frightening, I would / discover you", ("por más aterrador que sea, te descubriría"). También hablando del debut de Tate, el poeta y crítico Dana Gioia afirmó: «Tate había domesticado el surrealismo. Había tomado este estilo extranjero, que casi siempre había parecido ligeramente extraño en inglés (incluso entre sus practicantes más talentosos como Charles Simic y Donald Justice) y lo había hecho sonar no sólo nativo sino completamente local».
Tras este primer trabajo, Tate publicó numerosos libros de poesía, entre los que se podrían destacar Selected Poems publicado en 1991 y Worshipful Company of Fletchers del año 1995. También publicó varios libros de prosa.

La poesía de James Tate ha sido descrita como trágica, cómica, absurda, irreal, solitaria, esperanzadora y surrealista.  Este extraña mezcla de estilos fue comentada por el propio Tate en estos términos: 
```
 «No hay nada mejor que conmover profundamente al lector. Me encantan mis poemas divertidos, pero prefiero romperte el corazón. Y si puedo hacer ambas cosas en el mismo poema, es lo mejor. Si te reíste al principio del poema y al final te hago llorar, eso es lo mejor».
```

A lo largo del tiempo Tate fue perfeccionando su estilo, hasta que, como define el poeta Donald Revell: «la tierna frase está subordinada a un absurdo. Un pasaje locamente surrealista se interrumpe y le sigue una comprensión dolorosamente simple de un dolor ordinario e incondicional».
Julian Symons, en The New Statesman, saludó a Tate como “un poeta irónico, original y ensimismado que mira con diversión el amor, la humanidad y él mismo”.
John Ashbery, uno de sus más fervientes admiradores, lo llamó "el poeta de las posibilidades, de la transformación, de las consecuencias sorprendentes, hermosas o desastrosas".

## Obra
Fuentes: Página web oficial del autor.

### Poesía
- 1967: The Destination, chapbook.
- 1967: The Lost Pilot.
- 1968: The Torches, chapbook.
- 1968: Notes of Woe, chapbook.
- 1968: Mystics in Chicago.
- 1968: Camping in the Valley.
- 1969: Row with Your Hair, chapbook.
- 1969: Is There Anything.
- 1969: Shepherds of the Mist, chapbook.
- 1970: The Oblivion Ha-Ha.
- 1970: Amnesia People, chapbook.
- 1970: Deaf Girl Playing, chapbook.
- 1970: Are You Ready Mary Baker Eddy, escrito en colaboración con Bill Knott.
- 1970: The Inmortals.
- 1970: Wrong Songs, chapbook.
- 1971: Hints to Pilgrims.
- 1971: Nobobdy Goes to Visit the Insane Anymore.
- 1972: Absences: New Poems.
- 1972: Apology for Eating Geoffrey Movius' Hyacinth, chapbook.
- 1976: Viper Jazz.
- 1979: Riven Doggeries.
- 1979: The Rustling of Foliage: The Memory of Caresses, chapbook.
- 1981: The Land of Little Sticks, chapbook.
- 1983: Constant Defender.
- 1985: Just Shades, chapbook.
- 1986: Reckoner.
- 1989: Bewitched: 26 poems, chapbook.
- 1990: Distance from Loved Ones.
- 1991: Selected Poems, Pulitzer Prize for Poetry y premio William Carlos Williams.
- 1994: Worshipful Company of Fletchers, National Book Award.
- 1997: Shroud of the Gnome.
- 1999: Police Story, chapbook.
- 2002: Memoir of the Hawk.
- 2003: Lost River, chapbook.
- 2004: Return to the City of White Donkeys.
- 2008: The Ghost Soldiers.
- 2011: The Zoo Club, chapbook.
- 2012: The Eternal Ones of the Dream. Selected Poems 1990-2010.
- 2015: Dome of the Hidden Pavilion.
- 2016: The Meteor, chapbook.
- 2019: The Government Lake: Last Poems.
- 2021: The Trust, chapbook.
- 2023: Hell, I Love Everybody: The Essential James Tate.

### Prosa
- 1974: Hottentot Ossuary, historias cortas.
- 1977: Lucky Darryl, escito en colaboración con Bill Knott. Novela.
- 1999: The Route as Briefed, pequeñas piezas eclécticas en prosa.
- 1999: The Lost Epic of Arthur Davidson Ficke: The Author’s Annotations, Commentary, and Notes of Reference for "A Millenium’s Teardrop", escrito en colaboración con Dara Wier.
- 2002: Dreams of a Robot Dancing Bee: 44 Stories, colección de relatos.

## Obra traducida al castellano

### Antologías
- Como se elige al Papa. Killer71 Ediciones, 2020. Prólogo de Christopher Deweese. Selección y traducción de Ezequiel Zaidenwerg. ISBN 978-84-121380-9-2

## Premios
- 1966: Yale Series of Younger Poets Competition concedido por la Universidad de Yale.[8]
- 1969: National Endowment for the Arts Fellowship.[11]
- 1974: Premio de las Artes y las Letras de Literatura concedido por la Academia Estadounidense de las Artes y las Letras.[12]
- 1976: Beca Guggenheim.[13]
- 1979: National Endowment for the Arts Fellowship.[11]
- 1992: Premio Pulitzer de Poesía por Selected Poems.[2]
- 1994: Premio Nacional del Libro de Poesía por Selected Poems.[3]
- 1995: Premio Wallace Stevens de la Academy of American Poets.[14]